# 四氢合铊酸锂
四氢合铊酸锂是一种无机化合物，化学式为LiTlH4。
硼族元素氢配合物的锂盐稳定性按B>Al>Ga>In>Tl递减，LiTlH4对湿气敏感，30°C之上迅速分解。

## 制备
TlCl3和纯净的LiH在-15°C的乙醚中反应，可以得到白色的LiTlH4。